# Danaçı
Danaçı (ryska: Даначы) är en ort i Azerbajdzjan.   Den ligger i distriktet Zaqatala Rayonu, i den nordvästra delen av landet, 300 km väster om huvudstaden Baku. Danaçı ligger 210 meter över havet och antalet invånare är 6 796.
Terrängen runt Danaçı är platt. Närmaste större samhälle är Belokany, 19,5 km norr om Danaçı.
Omgivningarna runt Danaçı är en mosaik av jordbruksmark och naturlig växtlighet. Runt Danaçı är det ganska tätbefolkat, med 80 invånare per kvadratkilometer.